# Anathallis ferdinandiana
Anathallis ferdinandiana é uma espécie de orquídea (Orchidaceae) originária do Brasil.